# Höfstetten (Ansbach)
Höfstetten (fränkisch: Hefschded) ist ein Gemeindeteil der kreisfreien Stadt Ansbach (Mittelfranken, Bayern). Höfstetten liegt in der Gemarkung Brodswinden.

## Geografie
Südlich des Dorfes fließt der Silberbach und es mündet dort der Meinhardswindener Graben als linker Zufluss. Im Norden schließen sich die Waldgebiete Geißplatz und Feuchtlach an. Dort fließt der Feuchtlachgraben, der ein linker Zufluss des Silberbachs ist. 0,5 km westlich liegt die Flur Weiherleiten. 
Eine Gemeindeverbindungsstraße führt nach Wallersdorf (1,2 km östlich) bzw. zu einer Anschlussstelle der Bundesstraße 13 (1 km nordwestlich) und weiter nach Deßmannsdorf (0,6 km südlich). Eine weitere Gemeindeverbindungsstraße führt nach Brodswinden (1 km südöstlich). Anliegerwege führen zur Louismühle (0,4 km westlich) und zur Höfstetter Mühle (0,1 km südlich).

## Geschichte
Der Ort wurde 1288 als „Hofsteten“ im Testament des Wolfram von Dornberg erstmals urkundlich erwähnt. In diesem vermachte er einen Teil seines Besitzes, zu dem auch Höfstetten gehörte, an die Grafen von Oettingen.
Im 16-Punkte-Bericht des Oberamtes Ansbach von 1684 wurden für Höfstetten 7 Mannschaften verzeichnet, die alle das Stiftsamt Ansbach als Grundherrn hatten. Das Hochgericht und die Dorf- und Gemeindeherrschaft übte das brandenburg-ansbachische Hofkastenamt Ansbach aus.
Gegen Ende des 18. Jahrhunderts gab es in Höfstetten 9 Anwesen (2 Höfe, 1 Halbhof, 2 Köblergüter, 1 Söldengut, 1 Mühlgut, 1 Mühle mit Ziegelhütte) und ein Gemeindehirtenhaus. Das Hochgericht übte weiterhin das Hofkastenamt Ansbach aus. Die Dorf- und Gemeindeherrschaft und die Grundherrschaft über alle Anwesen hatte das Stiftsamt Ansbach. Von 1797 bis 1808 unterstand der Ort dem Justiz- und Kammeramt Ansbach.
Im Rahmen des Gemeindeedikts wurde Höfstetten dem 1808 gebildeten Steuerdistrikt Brodswinden und der 1811 gegründeten Ruralgemeinde Brodswinden zugeordnet. Diese wurde am 1. Juli 1972 im Zuge der Gebietsreform in Bayern in die Stadt Ansbach eingegliedert. In den letzten Jahren ist der Ort durch Neubauten beträchtlich angewachsen.

### Ehemalige Baudenkmäler
- Bauernhaus Nr. 7: eingeschossiger Bau, 18./19. Jahrhundert, mit Fachwerkgiebeln, Satteldach und Schleppgauben[13]

### Einwohnerentwicklung
| Jahr      | 001818 | 001840 | 001861 | 001871 | 001885 | 001900 | 001925 | 001950 | 001961 | 001970 | 001987 |
| Einwohner | 74     | 56     | 52     | 41     | 53     | 50     | 42     | 88     | 63     | 64     | 56     |
| Häuser    | 11     | 12     |        |        | 8      | 8      | 7      | 8      | 11     |        | 14     |
| Quelle    | [ 15 ] | [ 16 ] | [ 17 ] | [ 18 ] | [ 19 ] | [ 20 ] | [ 21 ] | [ 22 ] | [ 23 ] | [ 24 ] | [ 1 ]  |

## Religion
Der Ort ist seit der Reformation evangelisch-lutherisch geprägt und bis heute nach St. Bartholomäus (Brodswinden) gepfarrt. Die Einwohner römisch-katholischer Konfession sind nach St. Ludwig (Ansbach) gepfarrt.